# Шенански, Петра
Петра Шенански (венг. Petra Senánszky; род. 10 января 1994, Дебрецен) — венгерская пловчиха, основных успехов добившаяся в плавании в ластах и спортивном спасении жизни. Двукратная чемпионка Европы по плаванию 2024 года. 

## Карьера
Многократная чемпионка мира, Европы и Венгрии.
Обладатель нескольких рекордов мира, в том числе действующего рекорда на дистанции 50 метров в классических ластах.
На чемпионате мира 2015 года трижды стала чемпионкой. При этом на дистанции 100 метров установила мировой рекорд.
На чемпионате мира 2016 года трижды стала чемпионкой. При этом на всех трёх дистанциях обновила мировые рекорды.
Двукратная чемпионка Всемирных игр 2017 года.